# Ла-Тола
Ла-Тола (исп. La Tola) — город и муниципалитет на юго-западе Колумбии, на территории департамента Нариньо. Входит в состав провинции Санкьянга.

## История
Поселение, из которого позднее вырос город, было основано в 1902 году. Муниципалитет Ла-Тола был выделен в отдельную административную единицу 16 ноября 1988 года.

## Географическое положение

Муниципалитет Ла-Тола

Город расположен в северной части департамента, в пределах Тихоокеанской равнины, на правом берегу реки Тола, на расстоянии приблизительно 161 километра к северо-западу от города Пасто, административного центра департамента. Абсолютная высота — 4 метра над уровнем моря.
Муниципалитет Ла-Тола граничит на востоке с территорией муниципалитета Эль-Чарко, на юге — с муниципалитетом Магуи-Паян, на западе — с муниципалитетом Олая-Эррера, на севере омывается водами Тихого океана. Площадь муниципалитета составляет 459 км².

## Население
По данным Национального административного департамента статистики Колумбии, совокупная численность населения города и муниципалитета в 2024 году составляла 7709 человек.
Динамика численности населения муниципалитета по годам:
| 2005 | 2010   | 2015   | 2020 | 2021 | 2022 | 2023 | 2024 |
| ---- | ------ | ------ | ---- | ---- | ---- | ---- | ---- |
| 8408 | 10 251 | 12 584 | 7528 | 7563 | 7595 | 7661 | 7709 |

Согласно данным переписи 2005 года мужчины составляли 52,8 % от населения Ла-Толы, женщины — соответственно 47,2 %. В расовом отношении негры, мулаты и райсальцы составляли 98,1 % от населения города; белые и метисы — 1,3 %; индейцы — 0,6 %.
Уровень грамотности среди всего населения составлял 79,5 %.

## Экономика
84,6 % от общего числа муниципальных предприятий составляют предприятия торговой сферы, 7,7 % — предприятия сферы обслуживания, 7,7 % — промышленные предприятия.